# Таюя (Наруто)
Таюя (на японски: 多由也) е героиня от японската манга анимация Наруто. Таюя е част от Звуковата четворка. Тя е мъжкарана с лош темперамент. Единственото ѝ оръжие е флейта. По тази причина избягва ръкопашния бой. Може да призовава три силни демона, които контролира чрез различни мелодии, благодарение на тази флейта. Също така Таюя води битка с Шикмару Нара. Тя почти побеждава благодарение на прецизния ѝ контрол над трите демона, които контролира с флейтата си. Шикамару разкрива знаците на пръстите ѝ върху клапите на флейтата и успява да се добере до нея, и да я залови с техниката му „сенчесто задушаване“. Но Таюя активира прокълнатия си печат, при които се превръща в демон с ненадмината сила, и се освобождава от техниката на Шикамарy. След това Темари му се притичва на помощ и използвайки коса на сенките джътсо побеждава Таюя. След това тя не се появява в епизодите на Наруто.